# トライフォン (駆逐艦)
トライフォン (HMS Tryphon) は、イギリス海軍の駆逐艦。ヤーローS級。
1917年4月起工。1918年6月22日進水。1918年9月竣工。
1919年5月4日、テネドス島で座礁。浸水により横転。5月26日に浮揚され、マルタへ曳航された。しかし、損傷が酷かったため修理はされず、解体された。